# Fatimakirche (Wien)

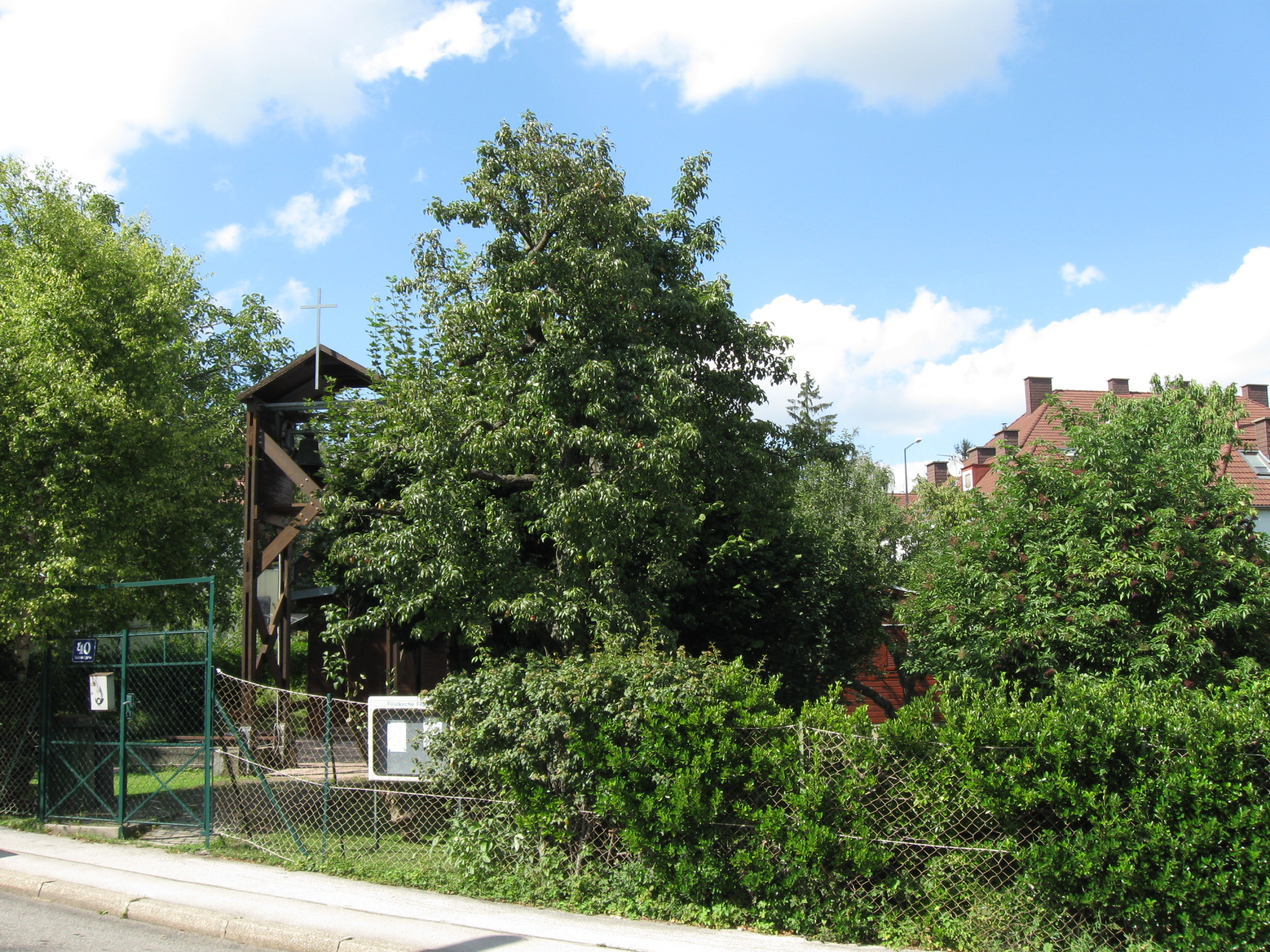
Glockenturm der Fatimakirche

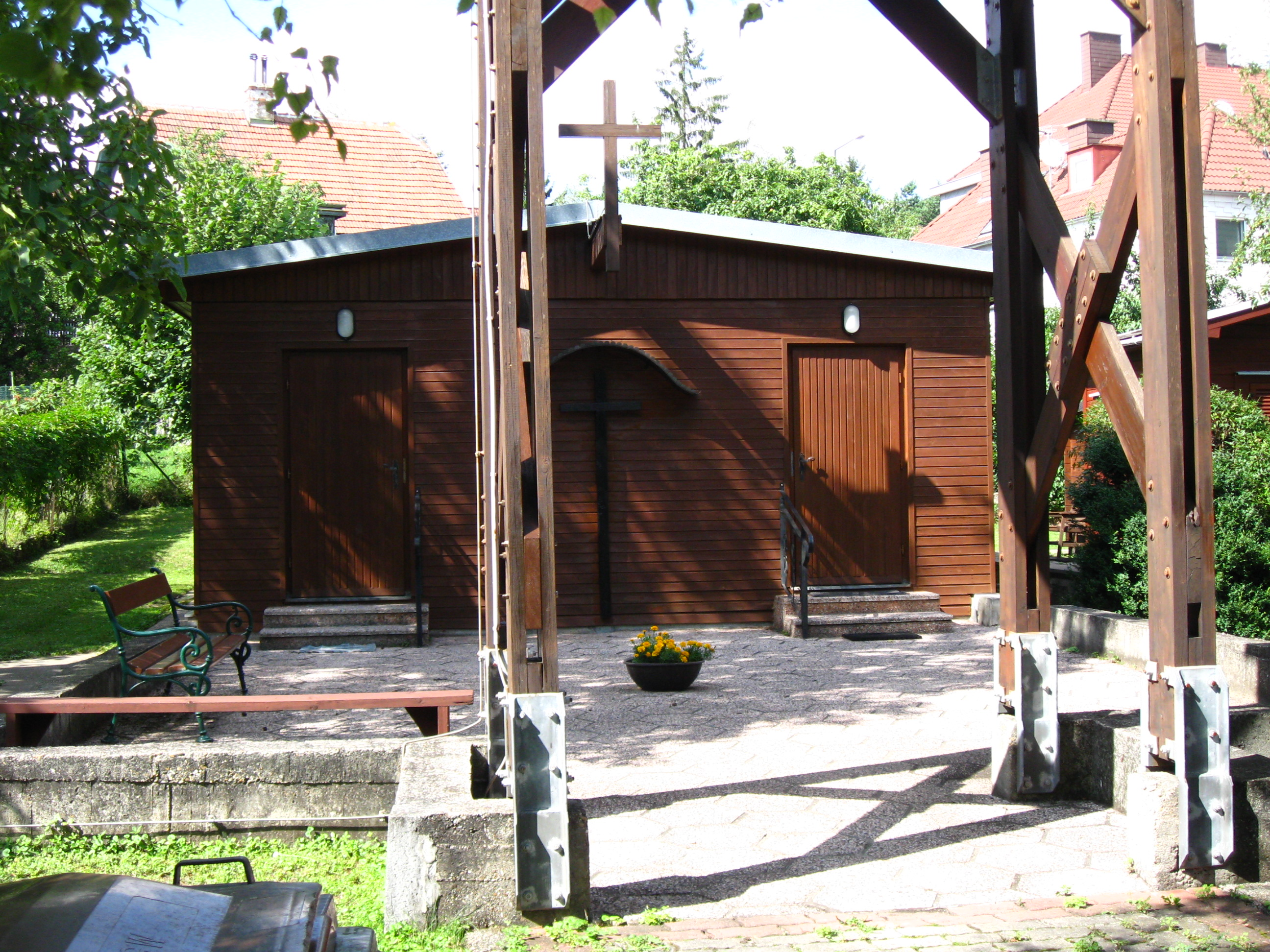
Fatimakirche

Die Fatimakirche, auch als Fatimakapelle bezeichnet, befindet sich in der Gusterergasse 40 im 14. Wiener Gemeindebezirk Penzing, liegt aber dennoch im Gebiet der Pfarre Starchant, die zum 16. Bezirk Ottakring gehört.
Sie wurde 1959 durch Prälat Josef Gorbach als Notkirche in Form einer Holzbaracke errichtet und im selben Jahr am 1. November durch Kardinal Franz König konsekriert. Im Jahr 1993 fiel die Kirche einem Brand zum Opfer. Sie wurde daraufhin 1994/95 in kleinerem Ausmaß wieder aufgebaut. Die Konsekration erfolgte durch Kardinal Hans Hermann Groër am 13. Mai 1995. Im Jahr 1996 wurde der mit zwei kleinen Glocken ausgestattete freistehende Turm in Holzfachwerkbauweise errichtet.
Die Fatimakirche ist die einzige auf diesen Namen geweihte Kirche Wiens.